# Wolfgang Sartorius von Waltershausen
Wolfgang Sartorius Freiherr von Waltershausen (Göttingen, 17 de dezembro de 1809 – Göttingen, 16 de março de 1876) foi um geólogo alemão.

## Vida e obra
Sartorius von Waltershausen estudou em Göttingen. Sua atenção foi voltada às ciências naturais, em especial a mineralogia. Seu prenome é devido a Johann Wolfgang von Goethe, um amigo próximo de seus pais e seu padrinho de batismo. Seu pai Georg Friedrich Sartorius foi escritor e professor de economia e história da Universidade de Göttingen.
Sartorius von Waltershausen trabalhou nas observações das observações do magnetismo terrestre de Carl Friedrich Gauss, dentre outras em uma viagem em 1834/1835 pela Europa, e pesquisou então até 1843 o vulcão Etna na Sicília (parcialmente em colaboração com Christian Heinrich Friedrich Peters). Em seu grande Atlas des Ätna (1858–1861) cartografou o fluxo de lava do Etna em séculos anteriores. Visitou também a ilha vulcânica Islândia, realizando investigações geológicas e comparações com o Etna (Physisch-geographische Skizze von Island 1847, Über die vulkanischen Gesteine in Sizilien und Island 1853, Geologischer Atlas von Island 1853). Foi durante trinta anos, até sua morte, catedrático de geologia e mineralogia na Universidade de Göttingen. Em seu ensaio Recherches sur les climats de l’époque actuelle et des époques anciennes de 1866 defendeu o ponto de vista de que o era do gelo foi causada por mudanças na forma da superfície terrestre.
Em 1856 foi eleito membro ordinário da Academia de Ciências de Göttingen. Em 1874 foi eleito membro da Academia Leopoldina.

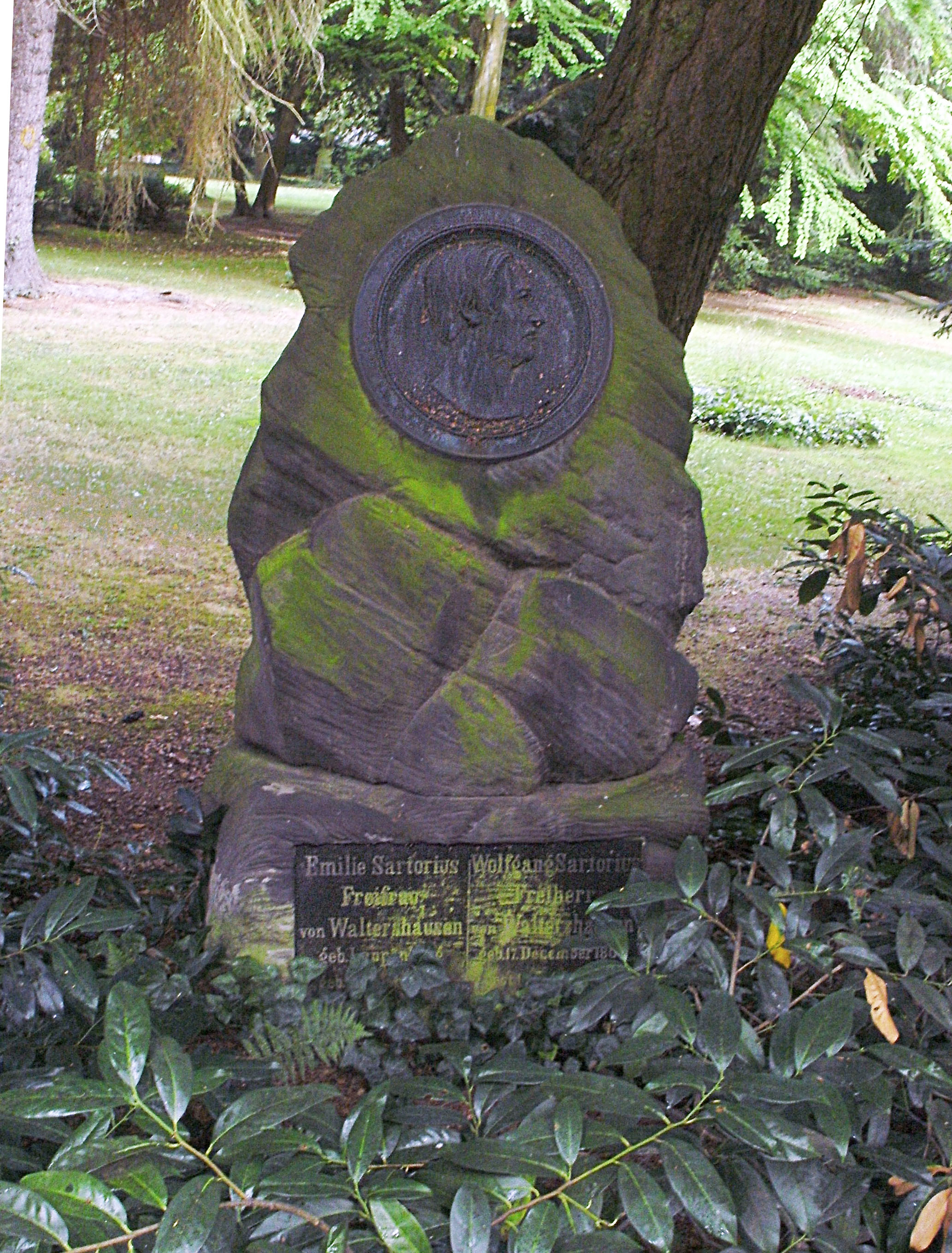
Sepultura de Wolfgang Sartorius von Waltershausen no Cemitério municipal de Göttingen

Em idade avançada Sartorius von Waltershausen foi amigo próximo de Carl Friedrich Gauss. Logo após sua morte publicou Gauss zum Gedächtnis. Waltershausen se expressou em  nome da universidade no supultamento de Gauß. Uma história sobre Gauss, que como aluno surpreendeu seu professor devido a uma rápida solução de uma contagem sobre séries aritméticas, e um dos mais conhecidos citados de Gauß, "a matemática é a rainha das ciências, e  aritmética é a rainha da matemática“, são registrados em seu necrológio sobre Gauss.

## Obras
- Ueber die submarinen vulkanischen Ausbrüche in der Tertiär-Formation des Val di Noto im Vergleich mit verwandten Erscheinungen am Aetna, Vandenhoeck und Ruprecht, Göttingen 1846 (bei Google Books: , )
- Über die vulkanischen Gesteine in Sicilien und Island und ihre submarine Umbildung, Dieterichsche Buchhandlung, Göttingen 1853 (bei Google Books: )
- Erläuterungen zum geologischen Atlas von Island, Dieterichsche Buchhandlung, Göttingen 1853 (bei Google Books: )
- Gauss zum Gedächtniss, S. Hirzel, Leipzig 1856 (bei Google Books: )
- Der Aetna. 1858–1861

### Traduções
- Gauss: A Memorial, 1966 (englische Übersetzung von Gauss zum Gedächtnis, 1856, von Helen Worthington Gauss; im Internet-Archiv: )